# جامعة وينيبيغ
جامعة وينيبيغ هي جامعة عامة في كندا، تأسست عام 1871. تقع في مدينة وينيبيغ.

## إحصائيات
يبلغ عدد طلاب الجامعة 10,106 طالب، منهم 238 طالب دراسات عليا.

## وصلات خارجية
- الموقع الرسمي